# Juste Milieu
Juste Milieu (franz. „richtige Mitte“, „Beibehalten des Mittelmaßes“) ist ein Schlagwort, das in verschiedenen Bereichen benutzt wird.